# Општина Рума
Општина Рума је једна од општина у Републици Србији. Налази се у АП Војводина и простире се на делу средњег и јужног Срема. По подацима из 2004. општина заузима површину од 582 km² (од чега на пољопривредну површину отпада 43943 ha, а на шумску 5.975 ha).
Седиште општине је град Рума. Општина Рума се састоји од 17 насеља.  Према прелиминарним подацима са последњег пописа 2022. године у општини је живело 48.621 становник (према попису из 2011. било је 54.339 становника). По подацима из 2004. природни прираштај је износио -4,9‰, а број запослених у општини износи 11.602 људи. У општини се налази 20 основних и 5 средњих школа.

## Насељена места
Општина Рума се састоји из 17 насељених места, једног градског (Рума) и 16 осталих.
| Насељено место | Број становника | Број становника | Промена (%) |
| Насељено место | Попис 2011.     | Попис 2022.     | Промена (%) |
| -------------- | --------------- | --------------- | ----------- |
| Буђановци      | 1.496           | 1.224           | -18,18%     |
| Витојевци      | 808             | 767             | -5,07%      |
| Вогањ          | 1.506           | 1.281           | -14,94%     |
| Грабовци       | 1.189           | 964             | -18,92%     |
| Добринци       | 1.549           | 1.372           | -11,43%     |
| Доњи Петровци  | 924             | 765             | -17,21%     |
| Жарковац       | 904             | 799             | -11,62%     |
| Кленак         | 2.946           | 2.603           | -11,64%     |
| Краљевци       | 1.056           | 906             | -14,20%     |
| Мали Радинци   | 541             | 446             | -17,56%     |
| Никинци        | 1.808           | 1.551           | -14,21%     |
| Павловци       | 393             | 342             | -12,98%     |
| Платичево      | 2.444           | 2.202           | -9,90%      |
| Путинци        | 2.745           | 2.360           | -14,03%     |
| Рума           | 30.076          | 27.747          | -7,74%      |
| Стејановци     | 918             | 762             | -16,99%     |
| Хртковци       | 3.036           | 2.530           | -16,67%     |
| Општина Рума   | 54.339          | 48.621          | -10,52%     |

## Демографија
Према последњем попису из 2022. на територији општине живео је 48.621 становник. Већину становништва чинили су Срби (84,64%), а од мањина највише је било Рома (2,83%), Хрвата (2,33%) и Мађара (1,89%).
| Етнички састав према попису из 2022.‍ | Етнички састав према попису из 2022.‍ | Етнички састав према попису из 2022.‍ | Етнички састав према попису из 2022.‍ | Етнички састав према попису из 2022.‍ |
| ------------------------------------ | ------------------------------------ | ------------------------------------ | ------------------------------------ | ------------------------------------ |
|                                      |                                      |                                      |                                      |                                      |
| Срби                                 | Срби                                 |                                      | 41.151                               | 84,64%                               |
| Роми                                 | Роми                                 |                                      | 1.376                                | 2,83%                                |
| Хрвати                               | Хрвати                               |                                      | 1.133                                | 2,33%                                |
| Мађари                               | Мађари                               |                                      | 918                                  | 1,89%                                |
| Југословени                          | Југословени                          |                                      | 237                                  | 0,49%                                |
| Македонци                            | Македонци                            |                                      | 99                                   | 0,20%                                |
| Словаци                              | Словаци                              |                                      | 48                                   | 0,10%                                |
| Албанци                              | Албанци                              |                                      | 43                                   | 0,09%                                |
| Муслимани                            | Муслимани                            |                                      | 40                                   | 0,08%                                |
| Црногорци                            | Црногорци                            |                                      | 35                                   | 0,07%                                |
| Немци                                | Немци                                |                                      | 33                                   | 0,07%                                |
| Словенци                             | Словенци                             |                                      | 23                                   | 0,05%                                |
| Остали                               | Остали                               |                                      | 132                                  | 0,27%                                |
| Регионално                           | Регионално                           |                                      | 130                                  | 0,27%                                |
| Неизјашњени                          | Неизјашњени                          |                                      | 1.009                                | 2,08%                                |
| Непознато                            | Непознато                            |                                      | 2.214                                | 4,55%                                |

Сва насељена места у општини имају већинско српско становништво.

## Познате личности
- Василије Пантелић — глумац
- Златко Портнер — рукометаш
- Јустин Јеремић — викарни епископ хвостански